# Olbothrepta corythista
Olbothrepta corythista är en fjärilsart som beskrevs av Edward Meyrick 1918. Olbothrepta corythista ingår i släktet Olbothrepta och familjen Lecithoceridae. Inga underarter finns listade i Catalogue of Life.